# Un amour tardif
Un amour tardif («Поздняя любовь») est une pièce de théâtre en quatre actes du dramaturge russe Alexandre Ostrovski écrite en 1873 et dont la première a eu lieu au  Théâtre Maly de Moscou en 1873. Elle a été adaptée au cinéma par Mosfilm en 1983, par Léonid Ptchiolkine. 

## Personnages
- Felitsata Antonovna Chablova, propriétaire d'une petite maison.
- Guérassime Porfirovitch Margaritov, avoué retraité, vieillard de belle apparence.
- Lioudmila, sa fille, vieille fille timide.
- Nikolaï Andréitch Chablov, fils aîné de Felitsata Antonovna.
- Dormedonte, fils cadet de Felitsata Antonovna,  clerc de Margaritov.
- Varvara Kharitonovna Lebiodkina, veuve.
- Onuphre Potapytch Dorodnov, marchand d'âge moyen.

## Argument
Autrefois, Guérassime Porfirovitch Margaritov était un avoué parmi les plus réputés de Moscou et s'occupait d'affaires importantes. Mais son greffier lui a volé une lettre de créance représentant une grosse somme d'argent et l'a vendue à un débiteur. Guérassime Porfiritch a dû rembourser son client sur ses deniers. Sa femme en est morte de chagrin, lui-même a pensé au suicide, mais seule la pitié pour sa fillette l'a retenu. 
Les années ont passé. Margaritov loue deux chambres avec sa fille devenue adulte chez Felitsata Antonovna, propriétaire d'une maison modeste et cartomancienne à ses heures. Lioudmila est secrètement amoureuse du fils aîné de la propriétaire de la maison, Nikolaï, frivole et irresponsable. Pour le sauver d'une dette, elle vole un document des plus importants confié à son père qui avait pu récemment reprendre une affaire grâce au marchand Dorodnov. Le jeune homme cependant est amoureux d'une autre femme, la riche et cynique veuve Mme Lebiodkina, qui sans scrupules lui demande de commettre une escroquerie. L'histoire se termine bien, Nikolaï se détourne de la veuve et décide de devenir honnête et Lioudmila épouse son bien-aimé. 

## Traduction française
- 2001: Lily Denis, 2e éd. 2015, Tertium éditions, Théâtre en poche, 96 pages.